# Савельєв Віталій Антонович
Віталій Антонович Савельєв (рос. Виталий Антонович Савельев, нар. 19 липня 1937, Сталіно — пом. 6 грудня, 2015, Донецьк) — радянський футболіст, що грав на позиції нападника. Безпосередній учасник у здобутті двох перших трофеїв в історії донецького «Шахтаря».

## Ігрова кар'єра
Народився і виріс в селищі рудника «Проведанц». Грав за різні команди селища. У 1954 році була організована команда «Шахтар» (Будьонівка), за яку розпочав виступати Віталій. У 1956 році потрапив у сталінський «Шахтар», але за команду майстрів так і не зіграв і повернувся назад у Будьонівку. Пізніше молодого нападника запросили в сталінський «Локомотив».
З «Локомотива» перейшов у сталінський «Шахтар», за який провів свої кращі роки кар'єри. У 1961 і 1962 роках допоміг команді завоювати Кубок СРСР, грав у фіналі проти команди «Знамя труда» з Орєхо-Зуєво.
У 1962 році зіграв 1 неофіційний матч у футболці олімпійської збірної СРСР.
У тому ж 1963 році отримав травму меніска, але операція пройшла невдало й Віталій не зміг швидко відновитися. Після реабілітації захищав кольори команд другого дивізіону: дніпропетровського «Дніпра» і волгоградського «Трактора».
Потім повернувся на батьківщину, працював на заводі «Автоскло» в Костянтинівці. Грав за ветеранів, звідки був запрошений у горлівський «Шахтар», в складі якого в 1972 році й завершив кар'єру.

## Тренерська діяльність
З 1970 року став помічником старшого тренера команди Михайла Калініна і продовжував виступати на футбольному полі. Також, до 1992 року тренував відомчу команду «Шахтобудівник» (Донецьк).
6 грудня 2015 року в віці 79 років помер у Донецьку.

## Досягнення

### Командні
- Кубок СРСР
  -  Володар (2): 1961[6], 1962

### Індивідуальні
- Майстер спорту: 1961
- Орден «За заслуги» III ступеня: 2011[7]